# Weston La Barre
Raoul Weston La Barre (Uniontown, 13 de dezembro de 1911 — Chapel Hill, 13 de março de 1996) foi um antropólogo estadunidense, mais conhecido por seus trabalhos em etnobotânica, particularmente no que diz respeito à religião de povos nativos, e por sua aplicação de teorias psiquiátricas e psicanalíticas à etnografia.

## Biografia
La Barre nasceu em Uniontown, Pensilvânia, filho de um banqueiro. Depois de se formar na Universidade de Princeton em 1933, começou a trabalhar no Instituto Yale de Relações Humanas. Durante este período, La Barre trabalhou com um de seus associados acadêmicos ao longo da vida, Richard Evans Schultes da Universidade Harvard. Eles viajaram extensivamente por todo Oklahoma para estudar o culto do cacto peiote dos povos nativos dos Estados Unidos. La Barre recebeu seu doutorado em Yale em 1937 com uma tese sobre religião e consumo do cacto. Em um artigo de 1961, escreveu que "foi [seu professor] Edward Sapir, mais do que qualquer outra pessoa, quem primeiro importou efetivamente a psicanálise para o corpo da antropologia americana [...] estavam sistematicamente ignorando a psicanálise, e o clima predominante de opinião era de indiferença, se não hostil, Sapir estava dando a seus alunos a leitura obrigatória das obras de Abraham, Jones, Ferenczi e outros escritores clássicos". Na década de 1970, La Barre ensinou esses mesmos trabalhos psicanalíticos clássicos para estudantes de medicina da Universidade Duke.
Em 1938, seu primeiro livro, The Peyote Cult, foi publicado e imediatamente aclamado como um clássico na vanguarda da antropologia psicológica. Ele foi financiado por uma bolsa de pós-doutorado do Conselho de Pesquisa em Ciências Sociais para ir para a Clínica Menninger em Topeka, Kansas, para ser formado em psicanálise e, de 1938 a 1939, continuou sua pesquisa sobre as profundezas psicológicas das culturas indígenas na clínica. De 1939 até 1943, La Barre ensinou antropologia na Universidade Rutgers. A Segunda Guerra Mundial interveio e ele serviu como Analista Comunitário para a Autoridade de Relocação de Guerra com sede em Topaz, Utah. Por meio de suas conexões militares, ele conseguiu realizar pesquisas de campo na China e na Índia durante os anos finais da guerra. Ele serviu na equipe do Marechal de Campo Montgomery, que ele descreveu nos últimos anos como "glorioso". Durante os anos de guerra, ele pôde viajar a negócios oficiais e fez a primeira de três travessias da África.
La Barre casou-se com Maurine Boie em 1939; ela era assistente social e editora da revista de assistência social Family. Ela passou a ensinar no Centro Médico da Universidade Duke. O casal teve três filhos juntos.

## Obras
- Atwood D. Gaines, Paul E. Farmer, "Weston La Barre", in Encyclopedia of Anthropology SAGE Publications (2006), ISBN 0-7619-3029-9
- Weston La Barre: Muelos: A Stone Age Superstition About Sexuality, Columbia University Press, 1984, ISBN 0-231-05961-2
- Weston La Barre: Shadow of Childhood: Neoteny and the Biology of Religion, University of Oklahoma Press, 1991, ISBN 0-8061-2328-1
- Weston La Barre: The Peyote Cult, Shoe String Press, 1976, ISBN 0-208-01456-X [1ª edição, 1938]
- Weston La Barre: Ghost Dance: The Origins of Religion, Waveland Press, 1990, ISBN 0-88133-561-4  [1970]
- Weston La Barre: They Shall Take Up Serpents: Psychology of the Southern Snake-Handling Cult, Waveland Press, 1992, ISBN 0-88133-663-7 [1ª edição, 1962]
- Weston La Barre: The Human Animal, Chicago, 1954.
- Weston La Barre, Culture in Context, Selected Writings of Weston La Barre, Duke UP, Durham, NC, 1990.
- Weston La Barre, Psychoanalysis in Anthropology, in Science and Psychoanalysis vol. 4, Jules Masserman, ed., New York: Grune and Stratton, 1961.